# Лажни Димитрије II
Лажни Димитрије II (руски: Лжедмитрий II; умро 11. децембра 1610) или Псеудо-Димитрије II, такође познат и као "устаник из Тушина", је био други од тројице претендената на руски престо који је тврдио да је царевић Димитриј Иванович, најмлађи син Ивана Грозног. Прави Димитрије умро је под неразјашњеним околностима, највероватније убијен у атентату 1591. године.

## Биографија
Други Лажни Димитрије први пут се јавља на историјској позорници 20. јула 1607. године у Стародубу. Сматра се да је био син свештеника или покрштеног Јевреја. Био је релативно високо образован за своје време. Говорио је руским и пољским језиком и разумео се у литургијска питања. Најпре се представљао за Московљанина, бољара Ногаја, али је касније под тортуром признао да је царевић Димитрије, после чега се придружио хиљадама Козацима, Пољацима и Московљанима. Исте године, Марина Мнишек препознала је у њему свог покојног мужа, првог Лажног Димитрија. Тако је овај Димитрије стекао подршку магната Пољско-литванске уније који су подржавали и његовог претходника. Адам Вишњовјецки и Јан Сапјеха одлучили су да подрже другог Димитрија као и претходног и снабдели су га са 7500 војника. Међу њима је био и Александар Јозеф Лисовски, вођа злогласне банде плаћеника познате као "Лисовци".
Други Лажни Димитрије брзо је заузео Карачев, Брјанск и друге градове. У пролеће 1608. године, потпомогнут од стране Пољака, напредује ка самој Москви усмеравајући војску Василија IV ка Болхову. Обећао је одузимање земље бољарима и тако је привукао многе сељаке на своју страну. Село Тушино, дванаест врста од главног града, претворено је у оружани логор где је Димитрије окупљао своју војску. Располагао је са 7000 пољских војника, 10.000 Козака и 10.000 осталих војника. Убрзо је добио појачање те је располагао са преко 100.000 војника. Филарета Романова уздигао је за патријарха чиме је стекао оданост градова Јарослављ, Костроме, Вологде и Кашина.
Долазак пољског краља Жигмунда III Васе у Смоленск довео је до тога да велики број пољских војника напусти Димитрија и споји се са пољском армијом. Истовремено, снажна руско-шведска војска под командом Михаила Скопин-Шујског и Јакоба де ла Гардије приближила се Тушину. Димитрије је прерушен у сељака побегао у Кострому код Марије. Организовао је још један неуспешни напад на Москву, уз подршку донских Козака. Том приликом обновио је свој утицај у југоисточној Русији. Међутим, убијен је 11. децембра 1610. године од стране татарског племића Петра Урусова док је био пијан.